# Marko Marin
Marko Marin, född 13 mars 1989 i Bosanska Gradiška i SFR Jugoslavien (nuvarande Bosnien och Hercegovina), är en tysk före detta fotbollsspelare (mittfältare) av bosnien-serbisk härkomst. Han spelade under sin karriär för bland annat Werder Bremen och Borussia Mönchengladbach. 

## Klubbkarriär
Den 28 april 2012 berättade Chelsea på sin hemsida att de kommit överens med Marko Marin om en övergång i det kommande transferfönstret. Efter att ha fått minimal speltid under sin första säsong i Chelsea så valde klubben att låna ut Marin till Sevilla säsongen 2013/14.
Den 5 januari 2020 värvades Marin av saudiska Al-Ahli. I februari 2021 lånades han ut till ligakonkurrenten Al-Ahli på ett låneavtal över resten av säsongen 2020/2021.
Den 18 september 2021 gick Marin på fri transfer till Ferencváros, där han skrev på ett ettårskontrakt. I mars 2022 meddelade Marin att han skulle avsluta sin fotbollskarriär vid slutet av säsongen 2021/2022.

## Landslagskarriär
Marin debuterade i det tyska landslaget 2008 och gjorde sitt första landslagsmål den 20 augusti samma år i sin andra landskamp då Tyskland mötte Belgien.